# Daouda Malam Wanké
Daouda Malam Wanké (Yellou, 1946 o 1954 - Niamey, 15 de setembre de 2004) militar i polític de Níger, president del seu país el 1999.
El seu any de naixement és discutit. Va néixer en una localitat prop de Niamey. Va entrar a l'Exèrcit nigerí, aconseguint el grau de coronel. El 9 d'abril de 1999, va dur a terme un cop d'estat militar contra el president Ibrahim Baré Maïnassara. Aquest (que havia arribat al seu torn al poder per un altre cop tres anys abans) va ser assassinat. Durant dos dies, la incertesa política va regnar a Níger, ja que el primer ministre, Ibrahim Hassane Mayaki, i diversos altres reclamaven la Presidència. L'11 d'abril, finalment, Wanké va assumir el càrrec, dirigint un govern de transició que va prometre celebrar eleccions a finalitats d'aquest any.
El govern de Wanké va complir la seva promesa, i va lliurar el poder al president electe, Tandja Mamadou, al desembre de 1999.
Wanké tenia molts problemes de salut, incloent malalties cardiovasculars i una alta pressió arterial. Durant els últims mesos de la seva vida, va viatjar a Líbia, el Marroc i Suïssa per sotmetre's a tractament mèdic. Finalment va morir a Niamey, sobrevivint-li la seva esposa i els seus tres fills.